# Schistophyllum crassipes
Schistophyllum crassipes là một loài Rêu trong họ Fissidentaceae. Loài này được (Wilson ex Bruch & Schimp.) Kindb. mô tả khoa học đầu tiên năm 1883.